# 중국의 시간
중국은 영토를 국제 표준에 따라 나누면 UTC+05:00, UTC+06:00, UTC+07:00, UTC+08:00, UTC+09:00로 나눌수 있다. 1949년 중화인민공화국이 창립된 후, 중국 대륙 전체 영토가 UTC+08:00로 통일되었으며 베이징 시간 (중국 표준시)이 나라의 유일한 표준시로 채택되었다.
중화인민공화국이 직접 지배하는 중국 대륙 외에도 홍콩과 마카오는 지리적 위치 때문에 표준시로 UTC+08:00을 사용하며 홍콩 시간과 마카오 표준시라고 한다. 1949년에 중화민국이 타이완으로 후퇴한 후에는 타이베이 시간으로 변경하여 사용하고 있다.

## 지역별 시간

### 신장
중국 국내에서 한 가지의 시간을 쓰는 불편함 때문에 신장 위구르 자치구에서는 베이징에서 9시 출근에 5시 퇴근이면, 11시 출근에 7시 퇴근으로 정하고 있다.

### 마카오
마카오는 1999년 마카오 반환 이후 자신만의 시간권을 관리하고 있다. 마카오 표준시(Macau Standard Time, 澳門標準時間)는 마카오의 시간이다. 이 시간은 연중 내내 UTC+08:00이며, 일관절약시간은 1980년 이후로 사용되지 않고 있다.

## 같이 보기
- 홍콩 시간
- 마카오 표준시
- 대만 표준시